# Quérigut
Quérigut é uma comuna francesa na região administrativa de Occitânia, no departamento de Ariège. Estende-se por uma área de 36,4 km². Em 2010 a comuna tinha 134 habitantes (densidade: 3,7 hab./km²).